# エドワード・ジョゼフ・ケリー
エドワード・ジョゼフ・ケリー（英語：Edward Joseph Kelly、1876年5月1日 - 1950年10月20日）は、アメリカ合衆国の政治家、シカゴ市長を務めた。シカゴ市長に就任する前の1920年代にシカゴ衛生地区（The Chicago Sanitary District）の主任技師を務めていた。なお民主党員であった。

## 経歴
1876年5月1日にイリノイ州シカゴにて、警察官だった父のスティーヴン・ケリー と母のヘレン（旧姓はラング）の間に誕生する。ケリーは長じてシカゴのサウス・サイドに位置するブリッジウォーター出身者として初めて市長となり、この地区から出た5人の歴代市長の最初の例になった。
1920年代にシカゴ衛生地区の主任技師であった。そして市当局から何百万ドルもの契約を受けていた下水道工事会社のオーナーだったパトリック・ナッシュの支援を受けていた。
次いでケリーはソルジャー・フィールド競技場の建設を担当するサウス・パーク委員会（The South Park Board）の委員長となった。彼の在任中に建設されたソルジャー・フィールドは、800万ドルの建設費をかけて建設されたが、同じような規模でロサンゼルスに建設されたスタジアムには170万ドルしかかかっていなかった。

### シカゴ市長
アントン・サーマク市長が暗殺されたのを受け、クック郡の民主党の議長だった旧知のパトリック・ナッシュに選ばれて1933年の市長選挙に出馬した。ケリーとナッシュの協力関係は、「Kelly-Nash Machine」と称される政治マシーンを作り上げ、ナッシュが裏に回って取り仕切る一方、ケリーが表に立ってニューディール政策に沿った取り組みをするという体制が、ナッシュが死去した1943年まで続いた。
ケリーの市長在職中には、世界恐慌の最中の1933年から1934年にかけて、「進歩の一世紀（Century of Progress）」をテーマに掲げたシカゴ万国博覧会が開催され、その一環として史上初の正式なメジャーリーグベースボールのオールスターゲームがおこなわれて人気を博したが、その背景には博覧会に大きなスポーツ行事を組み込むようケリーが『シカゴ・トリビューン』紙に働きかけていたことがあった。ケリーは、記述の中でにポーランド系住民の間から不適切な描写があるという声が上がったネルソン・オルグレンの1942年の小説『朝はもう来ない (Never Come Morning)』を、短期間ながらシカゴ公共図書館から除去したことでも有名になった。

### 退任
1947年シカゴ市長選挙に際し、改革派の候補を推すというクック郡民主党の決定に従って、ケリーは勇退し、マーティン・H・ケネリーが後継者となった。

### 死
1950年10月20日に74歳で亡くなり、イリノイ州エバンストンのカルヴァリー墓地に埋葬された。